# Botryosphaeria berengeriana
Botryosphaeria berengeriana är en svampart som beskrevs av De Not. 1863. Botryosphaeria berengeriana ingår i släktet Botryosphaeria och familjen Botryosphaeriaceae.   Inga underarter finns listade i Catalogue of Life.